# 39e corps d'armée (Allemagne)
Pour les articles homonymes, voir 39e corps d'armée.
Le 39e corps d'armée (motorisé) (en allemand : XXXIX. Armeekorps (motorisiert)) était un corps d'armée de l'armée de terre allemande, la Heer, au sein de la Wehrmacht pendant la Seconde Guerre mondiale.

## Hiérarchie des unités
| Nom          | Nbre d'hommes       | Unités subalternes                | Grade de commandement                 |
| ------------ | ------------------- | --------------------------------- | ------------------------------------- |
| Heeresgruppe | + 300 000           | 2 à + Armeen (Armées)             | Generaloberst ou Generalfeldmarschall |
| Armee        | + 100 000 - 300 000 | 2 à + Armeekorps (Corps d'armées) | General ou Generaloberst              |
| Armeekorps   | + 30 000 - 80 000   | 2 à + Divisionen (Division)       | Generalleutnant ou General            |
| Division     | + 10 000 – 20 000   | 2 à 6 Brigaden (Brigade)          | Generalmajor ou Generalleutnant       |
| Brigade      | + 3 000 – 5 000     | jusqu'à 3 Regimentern (Régiment)  | Oberst ou Generalmajor                |

## Historique
Le 39e corps est formé le 27 janvier 1940 dans le Wehrkreis IX.
Il prend part aux combats en France et sur le front de l'Ouest.

Le 9 juillet 1942, il est réorganisé et est renommé 39e corps de blindés.

## Organisation

### Commandants successifs
| Date                                | Grade                    | Commandant            |
| ----------------------------------- | ------------------------ | --------------------- |
| 1er février 1940 - 11 novembre 1941 | General der Panzertruppe | Rudolf Schmidt        |
| 11 novembre 1941 - 9 juillet 1942   | General der Panzertruppe | Hans-Jürgen von Arnim |

### Chef des Generalstabes
| Date                               | Grade       | Commandant             |
| ---------------------------------- | ----------- | ---------------------- |
| 20 septembre 1940 - 9 juillet 1942 | Oberst i.G. | Hans-Georg Hildebrandt |

### 1. Generalstabsoffizier (Ia)
| Date                             | Grade               | Commandant                            |
| -------------------------------- | ------------------- | ------------------------------------- |
| 2 juin 1940 - 1er juillet 1941   | Oberstleutnant i.G. | Wolf-Dietrich Freiherr von Schleinitz |
| 17 juillet 1941 - 9 juillet 1942 | Oberstleutnant i.G. | Oldwig von Natzmer (de)               |

## Théâtres d'opérations
- Allemagne : janvier 1940-mai 1940
- Front de l'Ouest : mai 1940-mai 1941
- Prusse orientale : mai 1941-juin 1941
- Front de l'Est, secteur Nord : juin 1941-juillet 1942

## Ordre de batailles

### Rattachement d'armées
| Date     | Armée           | Groupe d'armées        |
| -------- | --------------- | ---------------------- |
| 1940     |                 |                        |
| Juin     | Gruppe Guderian | Groupe d'armées A      |
| Juillet  | 2. Armee        | Groupe d'armées C      |
| Novembre | 1. Armee        | Groupe d'armées D      |
| 1941     |                 |                        |
| Janvier  | 16. Armee       | Groupe d'armées D      |
| Juin     | Panzergruppe 3  | Groupe d'armées Centre |
| Août     | 16. Armee       | Groupe d'armées Nord   |
| 1942     |                 |                        |
| Janvier  | 7. Armee        | Groupe d'armées Nord   |

### Unités subordonnées

#### Unités organiques
- Arko 140
- Korps-Nachrichten-Abteilung 439
- Korps-Nachschub-Truppen 439

#### Unités rattachées
8 juin 1940
- 6. Panzer-Division
- 8. Panzer-Division
- 20. Infanterie-Division

27 juillet 1941
- 12e Panzerdivision

20. Infanterie-Division
27 septembre 1941
- 1. Fallschirmjäger-Division
- 3. Fallschirmjäger-Division
- 96e division d'infanterie
- 20. Infanterie-Division
- 8. Panzer-Division
- 12. Panzer-Division
- 254. Infanterie-Division

12 octobre 1941
- 18. Infanterie-Division
- 21. Infanterie-Division
- 8. Panzer-Division
- 12. Panzer-Division
- 20. Infanterie-Division
- 126. Infanterie-Division

8 novembre 1941
- 12. Panzer-Division
- 18. Infanterie-Division
- 8. Panzer-Division
- 20. Infanterie-Division

1er janvier 1942
- 61. Infanterie-Division
- 20. Infanterie-Division
- 215. Infanterie-Division

22 janvier 1942
- 218. Infanterie-Division

## Sources
- XXXIX. Armeekorps sur Lexikon-der-wehrmacht.de